# 三島站
三島站（日语：〔〕／ Mishima eki */?）位於日本靜岡縣三島市，東海旅客鐵道（JR東海）、日本貨物鐵道（JR貨物）、伊豆箱根鐵道的鐵路車站。2001年入選中部車站百選（第三回）。

## 歷史
原本東海道本線是經由御殿場線從三島町西邊通過，市區的經濟並未受到鐵路通車帶動反而衰退。因此三島町積極協助豆相鐵道（之後改名駿豆鐵道，現在的伊豆箱根鐵道駿豆線）的開通，豆相鐵道起點的初代三島車站，是現在的下土狩車站。之後東海道本線將改線走丹那隧道的消息傳到三島町居民耳中，居民積極遊說當時鐵道院總裁後藤新平，讓東海道本線經過三島市區（原本是計畫從函南車站直線連接沼津車站，從三島市區南邊通過）。新的三島車站啟用後，駿豆鐵道線（現在的伊豆箱根鐵道駿豆線）起點也改到此，原本的三島車站改稱下土狩車站。
- 1934年12月1日：丹那隧道通車。東海道本線路線由起初途經御殿場改為途經此站。同時，駿豆鐵道線（現在的伊豆箱根鐵道駿豆線）開通至此站。
- 1967年11月8日：國鐵理事會決定在三島建設東海道新幹線車站。
- 1968年4月9日：站體開工。
- 1969年4月4日：站體竣工。
- 1969年4月25日：東海道新幹線三島站啟用。
- 1970年：新幹線月台延至16卡長[1]。
- 1993年2月6日：在來線引入自動檢票機[2]。
- 1995年12月27日：發生三島站乘客跌落事故。
- 1998年11月10日：新幹線引入自動檢票機。
- 2002年3月15日：伊豆箱根鐵道檢票口引入自動檢票機。

## 車站結構

### JR東海
在來線（東海道本線）是島式2面4線的月台。新幹線（東海道新幹線）是島式1面2線的月台。

#### 月台配置
| 月台       | 路線                          | 方向        | 目的地             | 備註                                      |
| ---------- | ----------------------------- | ----------- | ------------------ | ----------------------------------------- |
| 在來線月台 |                               |             |                    |                                           |
| 1          | 直通■駿豆線                   | 直通■駿豆線 | 大場、修善寺方向   | 特急「舞孃」專用 （兩方向以同一月台到發） |
| 1          | 東海道本線 （駿豆線直通至此） | 上行        | 熱海、東京方向     | 特急「舞孃」專用 （兩方向以同一月台到發） |
| 2          | 東海道本線                    | 下行        | 沼津、靜岡方向     |                                           |
| 3          | 東海道本線                    | 上行        | 熱海、東京方向     | 經■東北本線直通至宇都宮站                 |
| 4          | 東海道本線                    | 下行        | 沼津、靜岡方向     | 此站始發                                  |
| 4          | 東海道本線                    | 上行        | 熱海、東京方向     | 只限1日1班                                |
| 新幹線月台 |                               |             |                    |                                           |
| 5          | 東海道新幹線                  | 下行        | 名古屋、新大阪方向 |                                           |
| 6          | 東海道新幹線                  | 上行        | 新橫濱、東京方向   |                                           |

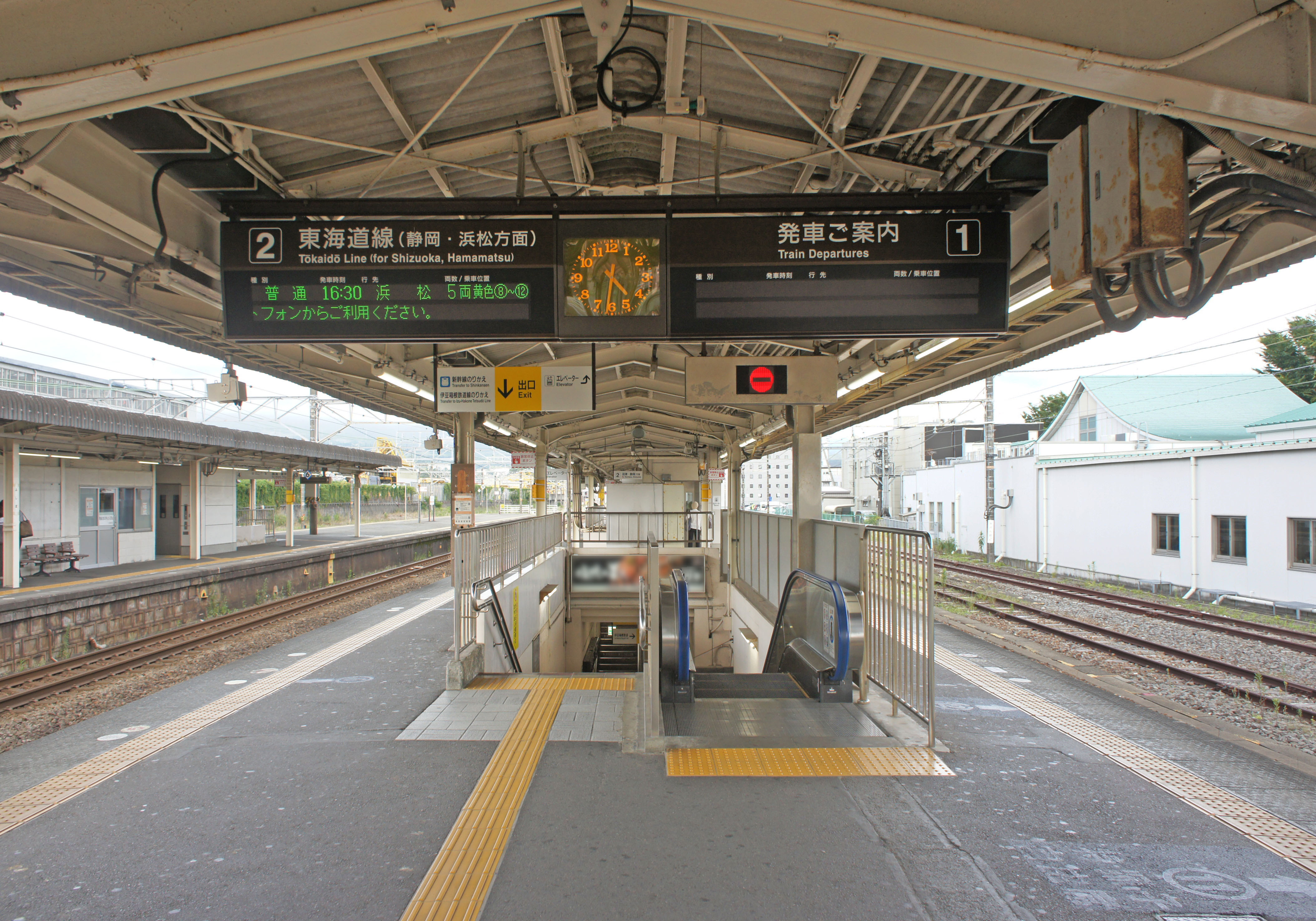
在來線1・2號月台（2022年6月）
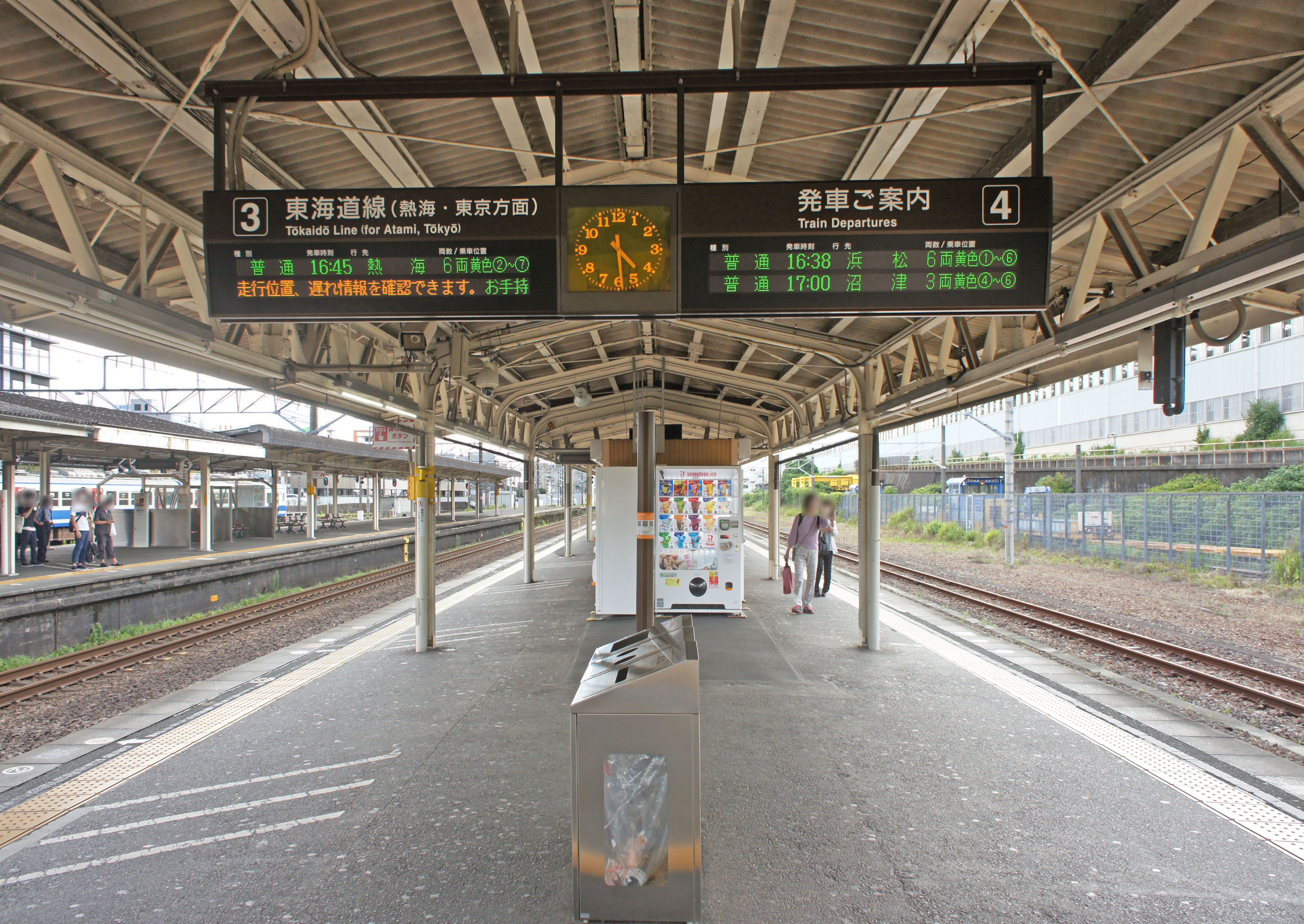
在來線3・4號月台（2022年6月）
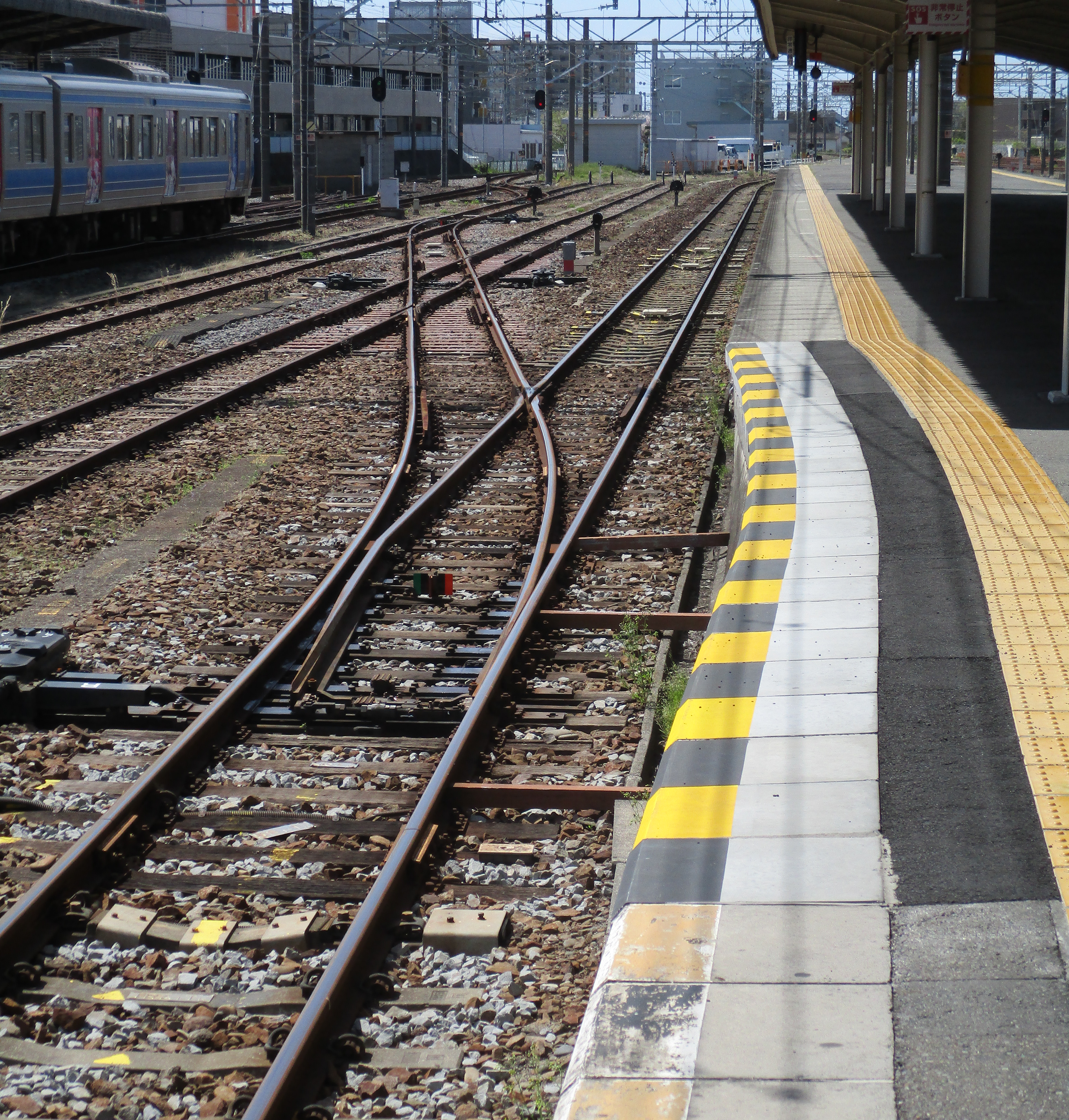
彎曲的在来線1號月台（2021年4月）
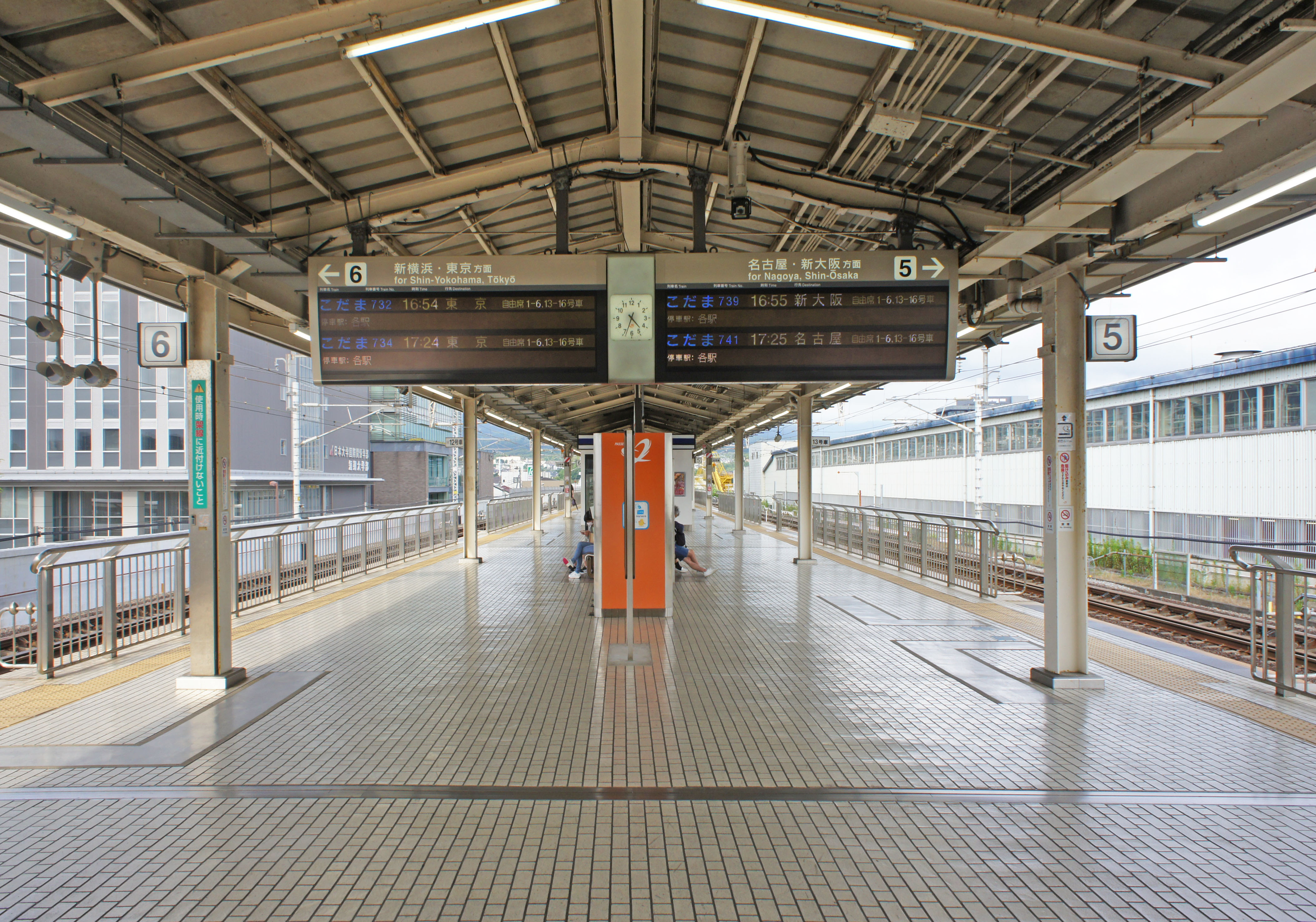
新幹線5・6號月台（2022年6月）

#### 車站設施

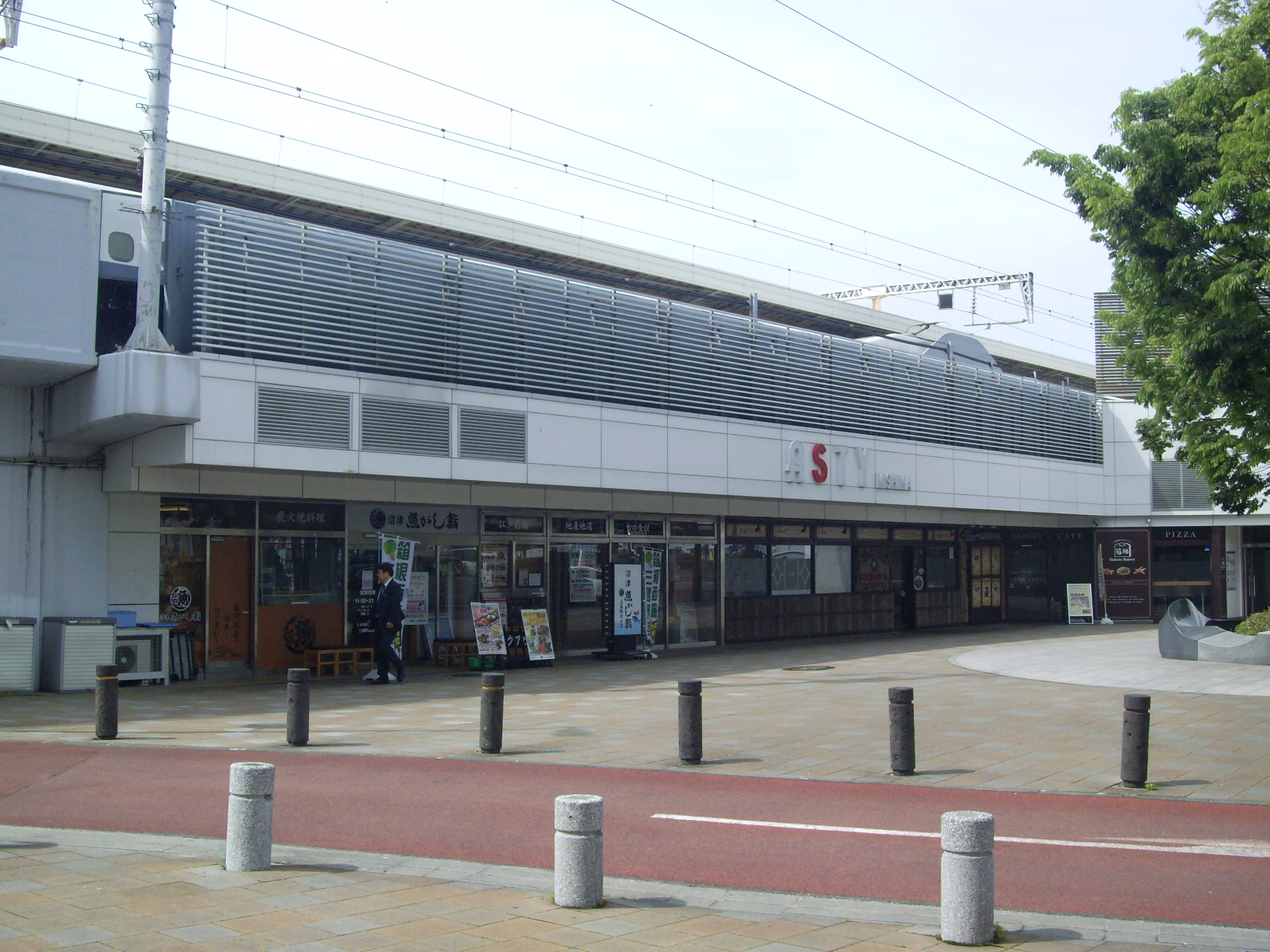
アスティ三島（北口側）（2008年1月）
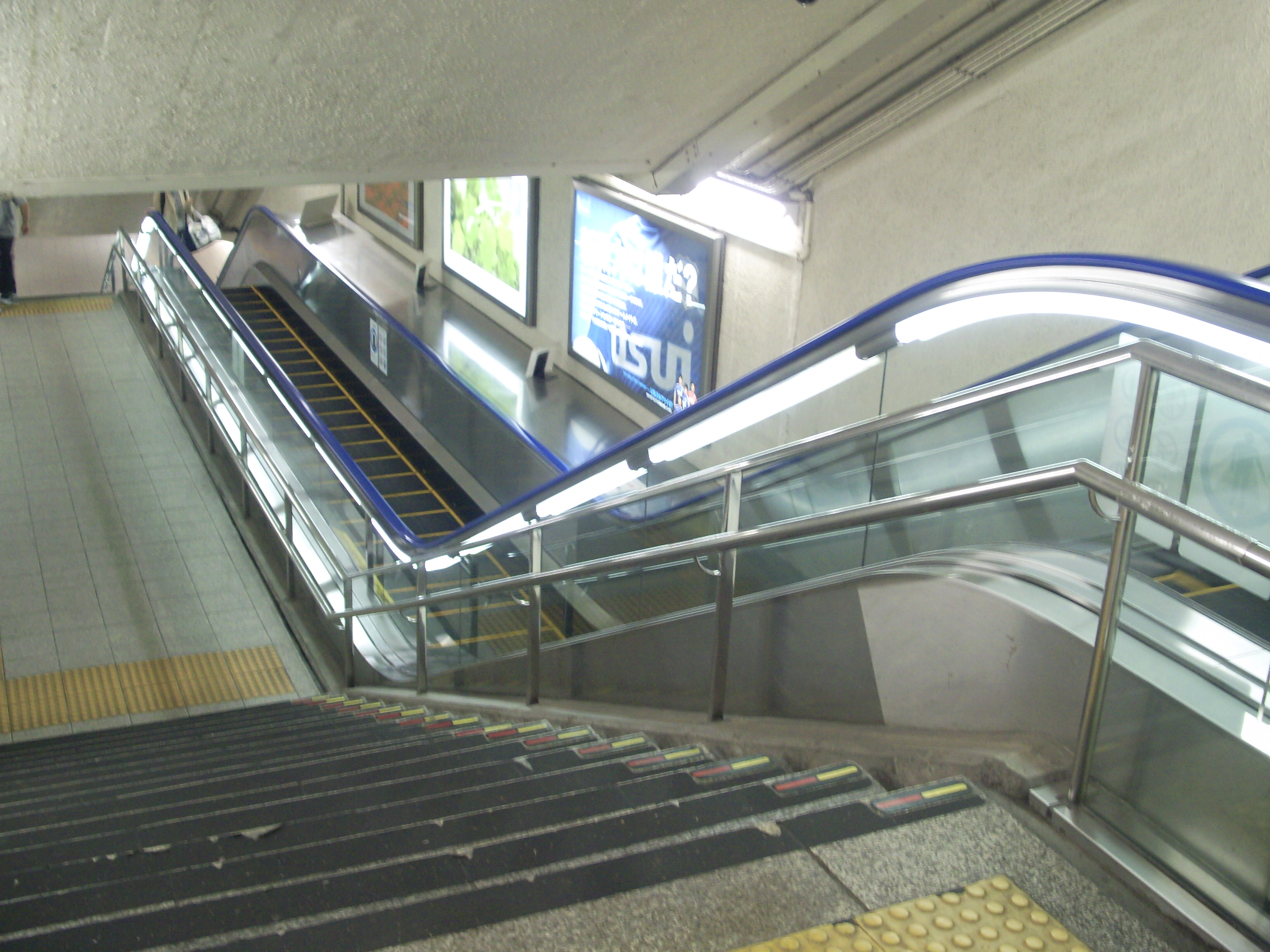
構内自動人行道（2008年1月）
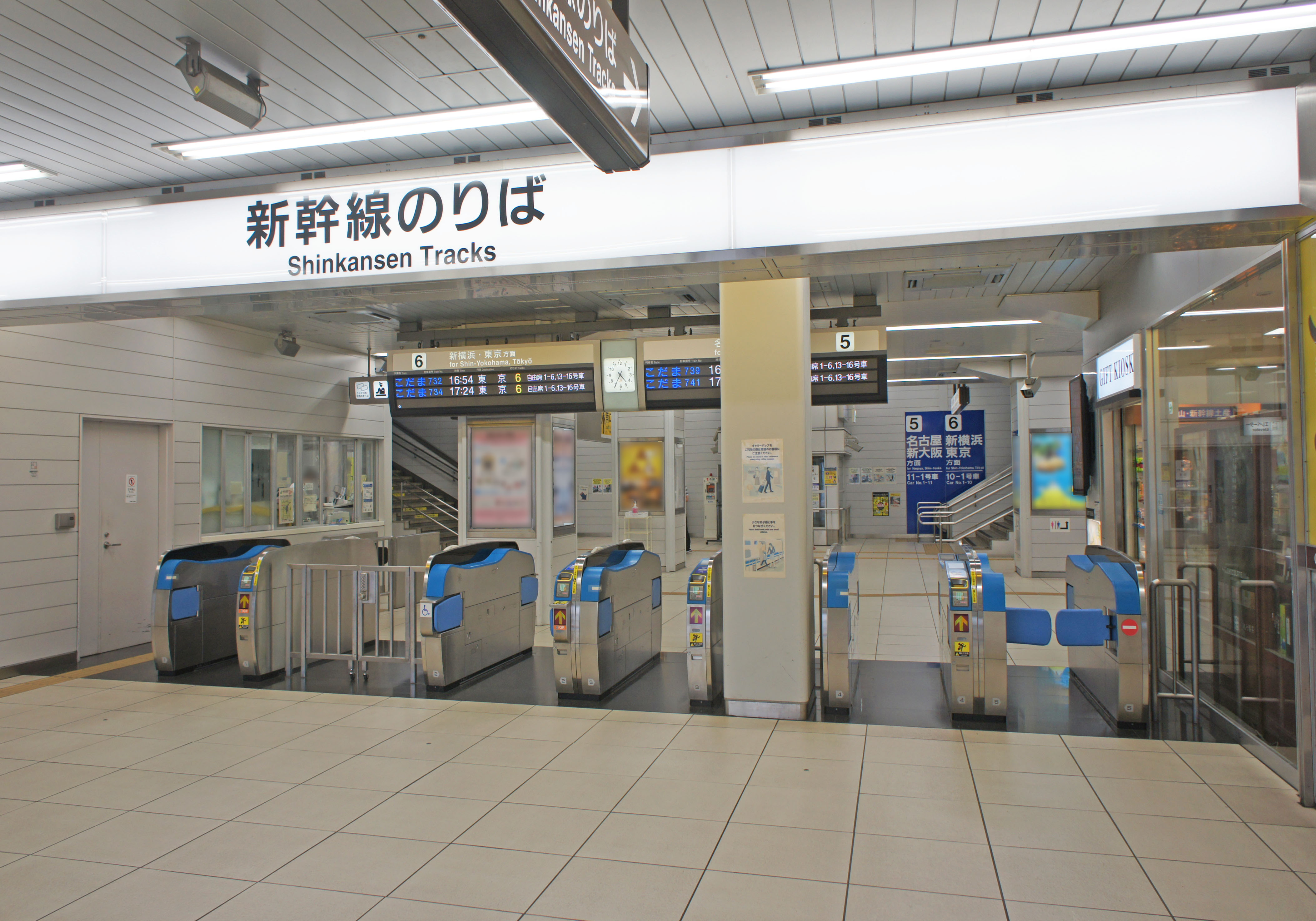
新幹線檢票口（2022年6月）
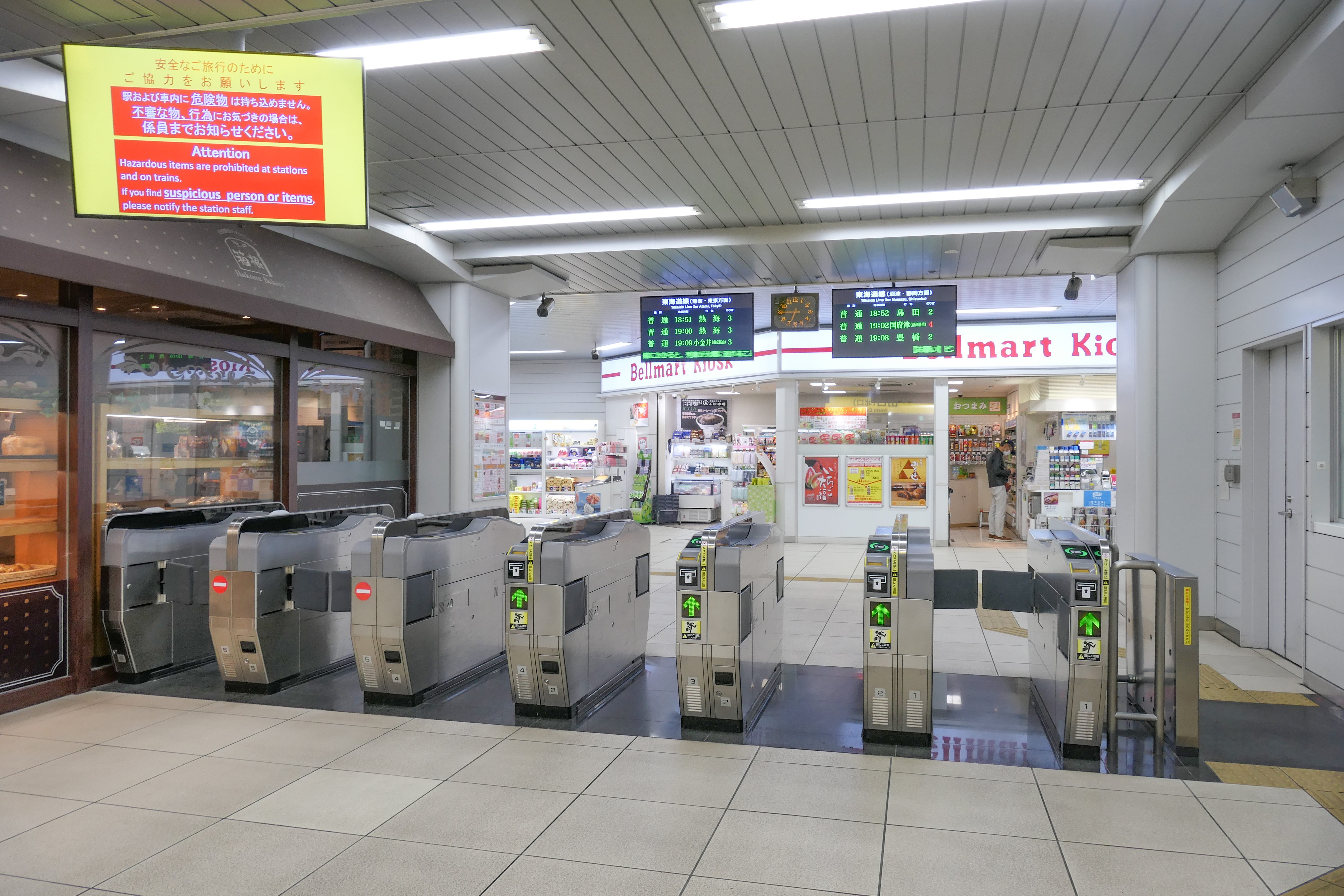
北檢票口（2022年4月）
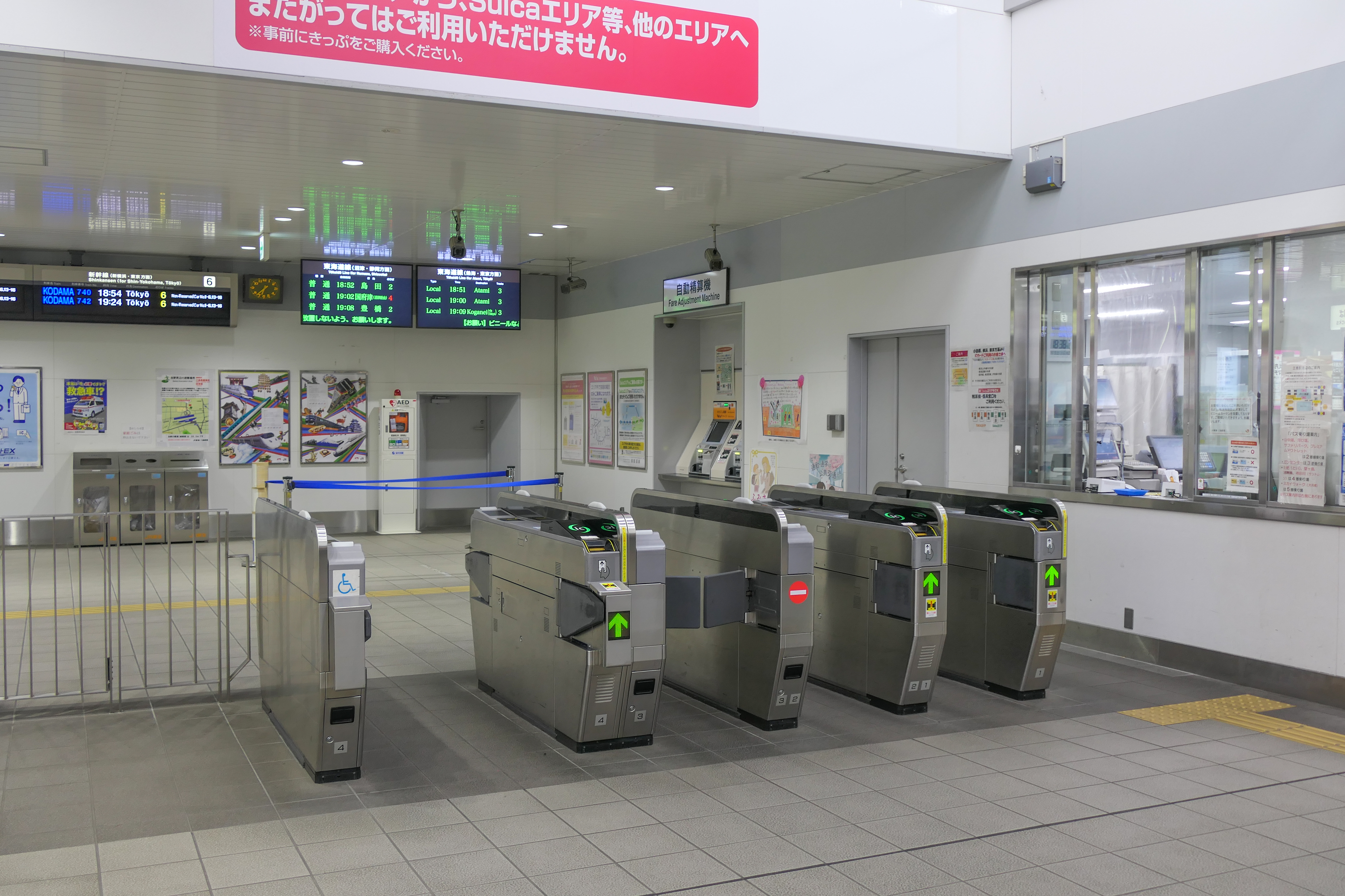
南檢票口（2022年4月）
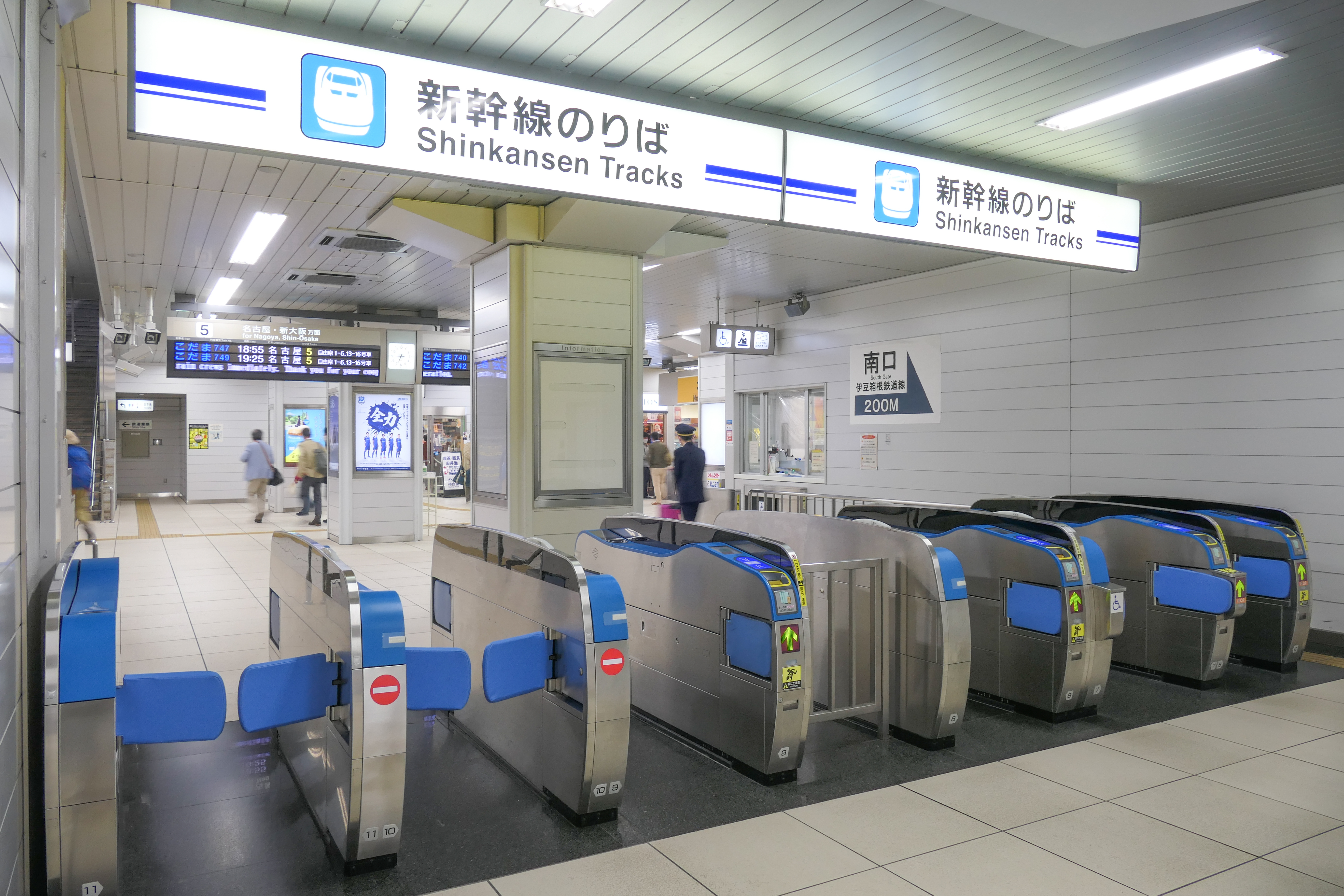
新幹線・在來線轉乘檢票口（2022年4月）

### 伊豆箱根鐵道
| 月台    | 路線               | 目的地               |
| ------- | ------------------ | -------------------- |
| 7、8、9 | 駿豆線（普通列車） | 伊豆長岡、修善寺方向 |

## 使用情況
- JR東海 - 2016年1日平均上車人次是30,457人。此站是靜岡縣內次於靜岡站、濱松站，JR東海車站當中第9位。
- 伊豆箱根鐵道 - 2016年度1日平均上車人次是8,548人。駿豆線車站當中上車人次最多。

根據《靜岡縣統計年鑑》與《三島的統計》，近年1日平均上車人次推移如下表。
| 年度               | 1日平均上車人次 | 1日平均上車人次 | 來源     |
| 年度               | JR東海          | 伊豆箱根鐵道    | 來源     |
| ------------------ | --------------- | --------------- | -------- |
| 1993年（平成05年） | 21,642          | 11,142          | [ * 1 ]  |
| 1994年（平成06年） | 18,245          | 11,111          | [ * 2 ]  |
| 1995年（平成07年） | 30,701          | 11,052          | [ * 3 ]  |
| 1996年（平成08年） | 31,338          | 11,236          | [ * 4 ]  |
| 1997年（平成09年） | 30,281          | 10,630          | [ * 5 ]  |
| 1998年（平成10年） | 29,782          | 10,544          | [ * 6 ]  |
| 1999年（平成11年） | 29,190          | 10,146          | [ * 7 ]  |
| 2000年（平成12年） | 29,188          | 9,901           | [ * 8 ]  |
| 2001年（平成13年） | 29,447          | 9,958           | [ * 9 ]  |
| 2002年（平成14年） | 29,337          | 9,983           | [ * 10 ] |
| 2003年（平成15年） | 29,216          | 9,790           | [ * 11 ] |
| 2004年（平成16年） | 29,306          | 9,451           | [ * 12 ] |
| 2005年（平成17年） | 29,574          | 9,439           | [ * 13 ] |
| 2006年（平成18年） | 29,882          | 9,371           | [ * 14 ] |
| 2007年（平成19年） | 30,447          | 9,394           | [ * 15 ] |
| 2008年（平成20年） | 30,210          | 9,379           | [ * 16 ] |
| 2009年（平成21年） | 29,198          | 8,896           | [ * 17 ] |
| 2010年（平成22年） | 29,314          | 8,794           | [ * 18 ] |
| 2011年（平成23年） | 29,214          | 8,426           | [ * 19 ] |
| 2012年（平成24年） | 29,686          | 8,729           | [ * 20 ] |
| 2013年（平成25年） | 30,567          | 8,748           | [ * 21 ] |
| 2014年（平成26年） | 29,670          | 8,480           | [ * 22 ] |
| 2015年（平成27年） | 30,318          | 8,619           | [ * 23 ] |
| 2016年（平成28年） | 30,457          | 8,548           | [ * 24 ] |
| 2017年（平成29年） | 30,859          | 8,599           | [ * 25 ] |
| 2018年（平成30年） | 31,112          | 8,666           | [ * 26 ] |

### 貨物
根據「靜岡縣統計年鑑」，1993年度（平成5年度）－2013年度（平成25年度）的貨物到發噸數推移如下表。
| 貨物輸送推移       | 貨物輸送推移 | 貨物輸送推移 | 貨物輸送推移 |
| 年度               | 發送         | 到着         | 來源         |
| ------------------ | ------------ | ------------ | ------------ |
| 1993年（平成05年） | 6,427        | 88,328       | [ * 1 ]      |
| 1994年（平成06年） | 5,453        | 68,242       | [ * 2 ]      |
| 1995年（平成07年） | 5,662        | 65,155       | [ * 3 ]      |
| 1996年（平成08年） | 7,089        | 54,733       | [ * 4 ]      |
| 1997年（平成09年） | 8,603        | 62,636       | [ * 5 ]      |
| 1998年（平成10年） | 7,745        | 55,748       | [ * 6 ]      |
| 1999年（平成11年） | 5,635        | 40,598       | [ * 7 ]      |
| 2000年（平成12年） | 5,413        | 38,756       | [ * 8 ]      |
| 2001年（平成13年） | 4,860        | 34,670       | [ * 9 ]      |
| 2002年（平成14年） | 4,746        | 33,898       | [ * 10 ]     |
| 2003年（平成15年） | 4,936        | 36,238       | [ * 11 ]     |
| 2004年（平成16年） | 5,212        | 38,650       | [ * 12 ]     |
| 2005年（平成17年） | 5,032        | 45,801       | [ * 13 ]     |
| 2006年（平成18年） | 4,672        | 35,433       | [ * 14 ]     |
| 2007年（平成19年） | 1,480        | 3,838        | [ * 15 ]     |
| 2008年（平成20年） | 800          | 1,200        | [ * 16 ]     |
| 2009年（平成21年） | 800          | 1,200        | [ * 17 ]     |
| 2010年（平成22年） | 800          | 1,200        | [ * 18 ]     |
| 2011年（平成23年） | 800          | 800          | [ * 19 ]     |
| 2012年（平成24年） | 800          | 800          | [ * 20 ]     |
| 2013年（平成25年） | 800          | 800          | [ * 21 ]     |

## 相鄰車站
※新幹線的停車站以及特急「舞孃」於東海道本線內的停車站參見各列車記事。
東海旅客鐵道
東海道新幹線
熱海－三島－新富士
 東海道本線
函南（CA01）－三島（CA02）－沼津（CA03）
伊豆箱根鐵道
■駿豆線
■特急「舞孃」
熱海（JR東海道本線）－三島（IS01）－三島田町（IS03）
■普通
三島（IS01）－三島廣小路（IS02）

### 來源
1. ↑  . 交通新聞 (交通協力会). 1972-01-13: 2.
2. ↑  . 交通新聞 (交通新聞社). 1992-09-05: 1.
3. ↑   (PDF). 静岡県統計年鑑2014(平成26年).   [2016-06-14]. （原始内容存档 (PDF)于2019-07-02）.
4. 1 2  駅構内における案内表記。これらはJR東海公式サイトの各駅の時刻表 （页面存档备份，存于）で参照可能（駅掲示用時刻表のPDFが使われているため。2015年1月現在）。

### 使用情況
靜岡縣統計年鑑

## 外部連結
- 三島 - 東海旅客鐵道
- 三島站（页面存档备份，存于） - 伊豆箱根鐵道

35°7′37″N 138°54′38″E / 35.12694°N 138.91056°E